# Vị trí ngôi sao

Hệ tọa độ xích đạo trên thiên cầu

Vị trí ngôi sao là vị trí biểu kiến của bất kỳ ngôi sao nào trên bầu trời, dường như cố định trên một quả cầu tùy ý tập trung vào Trái Đất. Vị trí được xác định bởi một cặp tọa độ góc so với đường xích đạo thiên thể: xích kinh (α) và xích vĩ (δ). Cặp này dựa trên hệ tọa độ xích đạo.
Trong khi δ được đưa ra bằng đơn vị độ (từ +90° ở phía bắc cực thiên đến -90° ở phía nam), α thường được đưa ra trong góc giờ (0-24 h). Điều này là do kỹ thuật quan sát của quá cảnh sao, vượt qua tầm nhìn của thị kính của kính viễn vọng do sự quay của Trái Đất. Các kỹ thuật quan sát là chủ đề của thiên văn học vị trí và trắc địa thiên văn.
Lý tưởng nhất, hệ tọa độ Descartes (α, δ) đề cập đến một quy chiếu quán tính tham chiếu. Tọa độ thứ ba là khoảng cách của ngôi sao, thường được sử dụng như một thuộc tính của từng ngôi sao.
Các yếu tố sau thay đổi vị trí sao theo thời gian:
1. tiến động và chương động dọc trục - độ nghiêng chậm của trục Trái Đất với tốc độ lần lượt là 50 cung và 2 giây cung, mỗi năm;
2. quang sai và thị sai - ảnh hưởng của quỹ đạo Trái Đất quanh Mặt trời; và
3. chuyển động riêng của các ngôi sao riêng lẻ.

Các hiệu ứng thứ nhất và thứ hai được xem xét bởi cái gọi là các vị trí trung bình của các ngôi sao, trái ngược với các vị trí biểu kiến của chúng khi nhìn từ Trái Đất đang chuyển động. Thông thường các địa điểm trung bình đề cập đến một kỷ nguyên đặc biệt, ví dụ 1950.0 hoặc 2000.0. Hiệu ứng thứ ba phải được xử lý riêng lẻ.
Vị trí sao α, được tổng hợp trong một số danh mục sao có khối lượng và độ chính xác khác nhau. Các tọa độ tuyệt đối và rất chính xác của 1000-3000 sao được thu thập trong các danh mục cơ bản, bắt đầu từ FK (Berlin ~ 1890) cho đến FK6 hiện đại.
Các tọa độ tương đối của nhiều ngôi sao được thu thập trong các danh mục như Bonner Durchmusterung (Đức 1852-1862, 200.000 vị trí thô), danh mục SAO (Hoa Kỳ 1966, 250.000 sao thiên văn) hoặc danh mục Hipparcos và Tycho (110.000 và 2 triệu sao).